# Seh Kānī
Seh Kānī (persiska: سه کانی) är en ort i Iran.   Den ligger i provinsen Västazarbaijan, i den nordvästra delen av landet, 600 km väster om huvudstaden Teheran. Seh Kānī ligger 1 681 meter över havet och antalet invånare är 663.
Terrängen runt Seh Kānī är huvudsakligen kuperad. Seh Kānī ligger nere i en dal som går i nord-sydlig riktning. Runt Seh Kānī är det ganska tätbefolkat, med 108 invånare per kvadratkilometer. Närmaste större samhälle är Oshnavīyeh, 18,3 km söder om Seh Kānī. Trakten runt Seh Kānī består i huvudsak av gräsmarker.